# Teruo Iwamoto
Teruo Iwamoto (岩本 輝雄 Iwamoto Teruo?,  nacido el 2 de mayo de 1972 en Kanazawa-ku, Yokohama, Kanagawa) es un exfutbolista japonés que se desempeñaba como centrocampista.
En 1994, Iwamoto jugó 9 veces y marcó 2 goles para la Selección de fútbol de Japón. Iwamoto fue elegido para integrar la selección nacional de Japón para los Juegos Asiáticos de 1994.

## Trayectoria

### Clubes
| Club                 | País          | Año         |
| -------------------- | ------------- | ----------- |
| Bellmare Hiratsuka   | Japón         | 1991 - 1997 |
| Kyoto Purple Sanga   | Japón         | 1998        |
| Kawasaki Frontale    | Japón         | 1999        |
| Verdy Kawasaki       | Japón         | 2000        |
| Vegalta Sendai       | Japón         | 2001 - 2003 |
| Nagoya Grampus Eight | Japón         | 2004        |
| Auckland City        | Nueva Zelanda | 2006        |

### Selección nacional
| Selección | País  | Año  |
| --------- | ----- | ---- |
| Absoluta  | Japón | 1994 |

## Estadística de equipo nacional
| Selección de Japón | Selección de Japón | Selección de Japón |
| Año                | Part.              | Goles              |
| ------------------ | ------------------ | ------------------ |
| 1994               | 9                  | 2                  |
| Total              | 9                  | 2                  |

## Palmarés

### Títulos nacionales
| Título             | Club               | País  | Año  |
| ------------------ | ------------------ | ----- | ---- |
| Copa del Emperador | Bellmare Hiratsuka | Japón | 1994 |